# حافظه معنایی

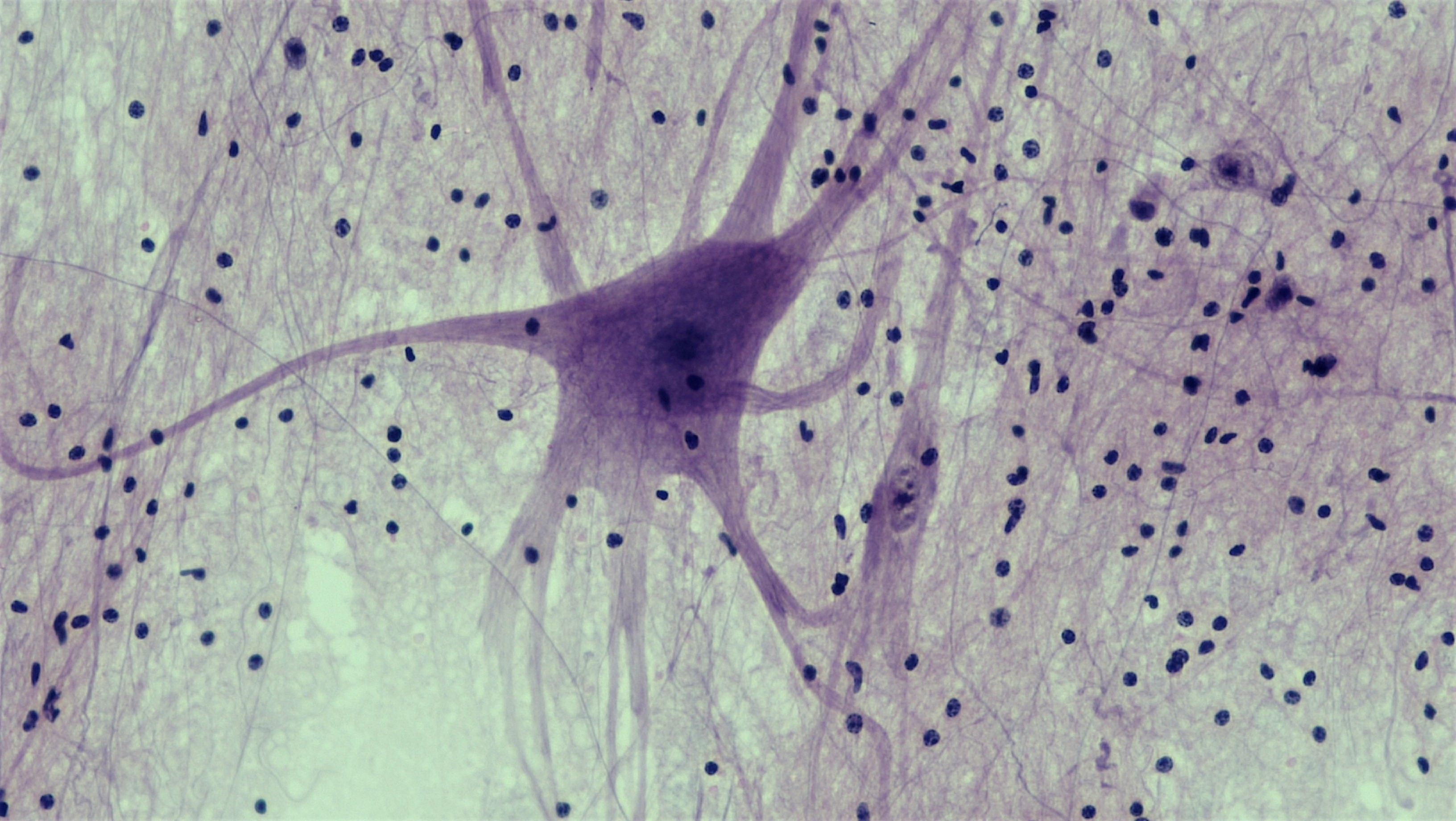
طناب نخاعی ۲۰۰ برابر بزرگتر نشان داده شده است

حافظه معنایی (انگلیسی: Semantic memory) نوعی از حافظه در انسان است که اطلاعات واقعی را ذخیره می‌نماید. حافظه معنایی به همراه حافظه رویدادی دو مقوله حافظه آشکار را تشکیل می‌دهند.
در حافظهٔ معنایی، چنان‌که از نام آن برمی‌آید، معانی ذخیره می‌شوند. به‌عنوان نمونه، وقتی که ما جمله‌ای را در یک کتاب می‌خوانیم، معنی آن را حفظ می‌کنیم، نه کلمات یا ویژگی‌های دستوری آن جمله را. اطلاعات موجود در حافظهٔ معنائی عموماً به‌صورت گزاره و طرحواره ذخیره می‌شوند.
هر چند که وجود حافظه معنایی و تمایز آن از حافظه رویدادی مورد بحث واقع شده است، حافظه معنایی به صورت عمومی از حافظه رویدادی جدا در نظر گرفته می‌شود و شامل «یک شبکه از وابستگی‌ها و مفهوم‌هایی است که دربرگیرنده دانش پایه‌ای ما از معنی کلمات، دسته‌بندی‌ها، حقایق، گزاره‌ها و شبیه آن» می‌باشد. بر خلاف حافظه رویدادی، حافظه معنایی تجربه‌های شخصی را نمایش نمی‌دهد؛ بلکه شامل حقایقی مانند: «تهران پایتخت ایران است» می‌باشد. حافظه معنایی همچنین شامل دانش‌های عمومی ای می‌باشد که از تجربه‌های شخصی (حافظه رویدادی) انتزاع گرفته شده‌اند. انتزاع تجربه‌ها شامل «پاک کردن بسیاری از جزئیات دریافتی و نگهداری رابطه‌های مهم بین آن‌ها» می‌باشد. حافظه معنایی به حافظه رویدادی برای رمزگذاری و ذخیره نیاز ندارد اما بسیاری از عملگرهای حافظه رویدادی به حافظه معنایی وابستگی دارد. «پیشنهاد داده شده است که حافظه‌های بلند مدت رویدادی و معنایی در طول بازیابی با یکدیگر تعامل می‌کنند». یک عامل با حافظه رویدادی تجربه‌ها را به یاد می‌آورد و یک عامل با حافظه معنایی اطلاعات عمومی را می‌داند.